# فلوريان كارستنز
فلوريان كارستنز (بالألمانية: Florian Carstens)‏ هو لاعب كرة قدم ألماني، ولد في 8 نوفمبر 1998 في ألمانيا. لعب مع نادي سانت باولي.

## وصلات خارجية
- فلوريان كارستنز على موقع قاعدة بيانات كرة القدم.إي يو (الإنجليزية)
- فلوريان كارستنز على موقع عالم كرة القدم.نت (الإنجليزية)